# Джилонзький ботанічний сад
 Джилонзький ботанічний сад (англ. Geelong Botanic Gardens — ботанічний сад у місті Джилонг (штат Вікторія, Австралія). Сад розташований в Істерн-парку на сході  Центрального ділового району міста. Він був заснований 1851 року і є четвертим найстарішим ботанічним садом Австралії. Ботанічний сад є членом Міжнародної ради ботанічних садів з охорони рослин (BGCI), його міжнародний код GEELG. 

## Історія
1850 року сад був створений як суспільний простір, займаючи весь нинішній Істерн-Парк. Під ботанічний сад пізніше була виділена обгороджена територія в центрі парку.
У кінці XIX століття в число об'єктів ботанічного саду входили дерев'яна оранжерея папороті, вольєри для птахів, мавпятник і рибна ферма.
1857 року першим куратором саду був призначений Даніель Банс. Кілька оранжерей було побудовано в 1859 році. У 1872 році, після смерті Банса, куратором став Джон Радденберрі.
У жовтні 1885 року було відкрито оранжерею папороті. Її довжина становила 37 метрів, ширина — 18,5 метра, і вона перебувала там, де в даний час знаходиться фонтан Джорджа М. Хічкока. Оранжерея папороті була розширена 1886 року восьмикутною оранжереєю висотою 18,5 метрів зі ставком, розташованим внизу. Третю частину оранжереї додали 1887 року, внаслідок чого її загальна довжина збільшилася до 92 метрів. Папоротева оранжерея була знесена після Другої світової війни через те, що дерев'яна будівля вже не годилася для використання.
Сад був відреставрований 2002 року, з'явилася нова секція для рослин посушливого клімату і місцевих рослин. Сад прикрашений сучасними скульптурами.

## Колекції ботанічного саду
У ботанічному саду зберігаються колекції рослин з Австралії та інших країн. Австралійські рослини складають 10% від загального числа рослин ботанічного саду.
Серед найбільших колекцій:
- Види та культурні сорти пеларгонії,
- Агапантуси,
- Шавлії,
- Розарій.

## Галерея

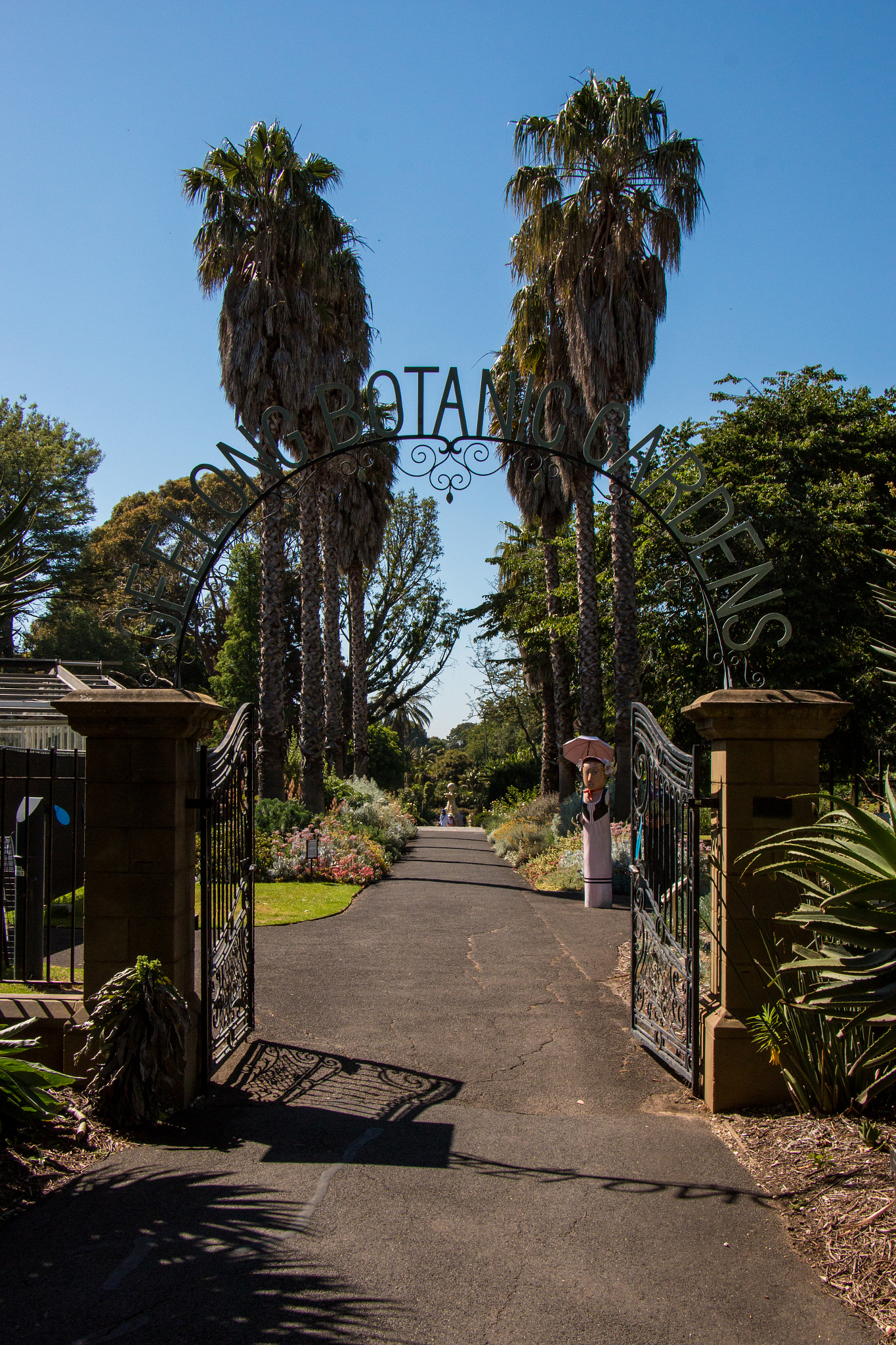
Вхід до ботанічного саду
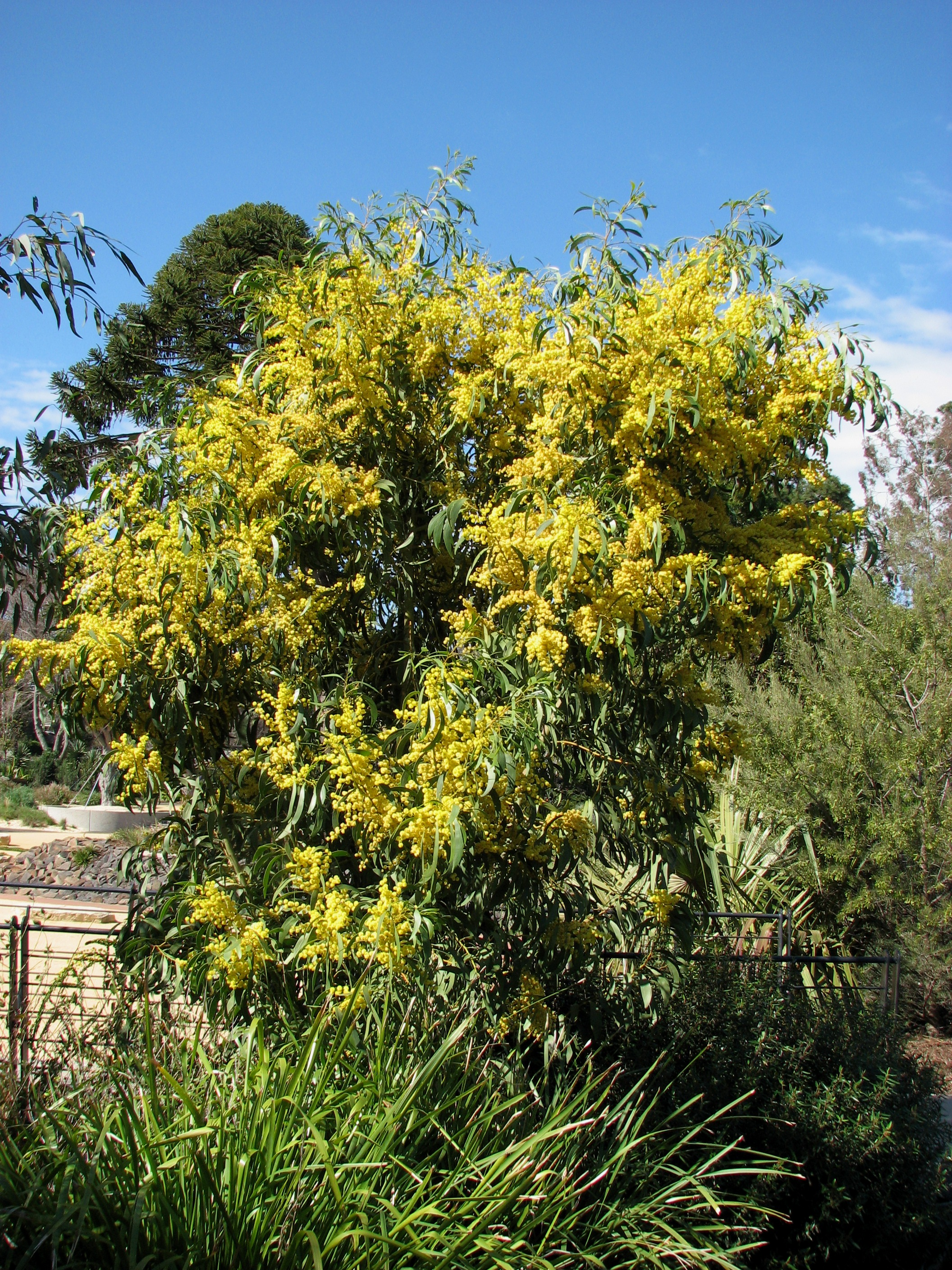
Acacia pycnantha
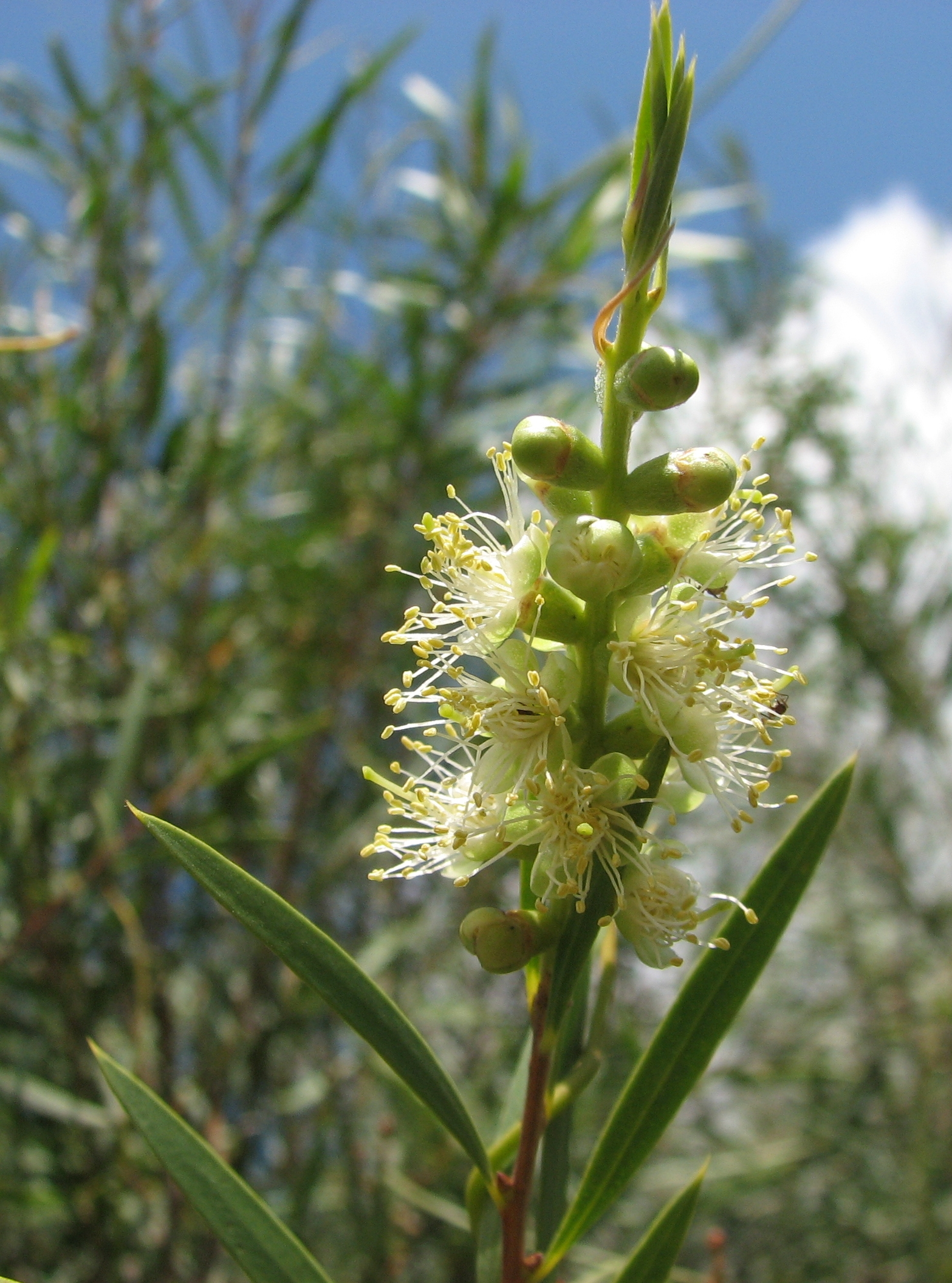
Callistemon pauciflorus
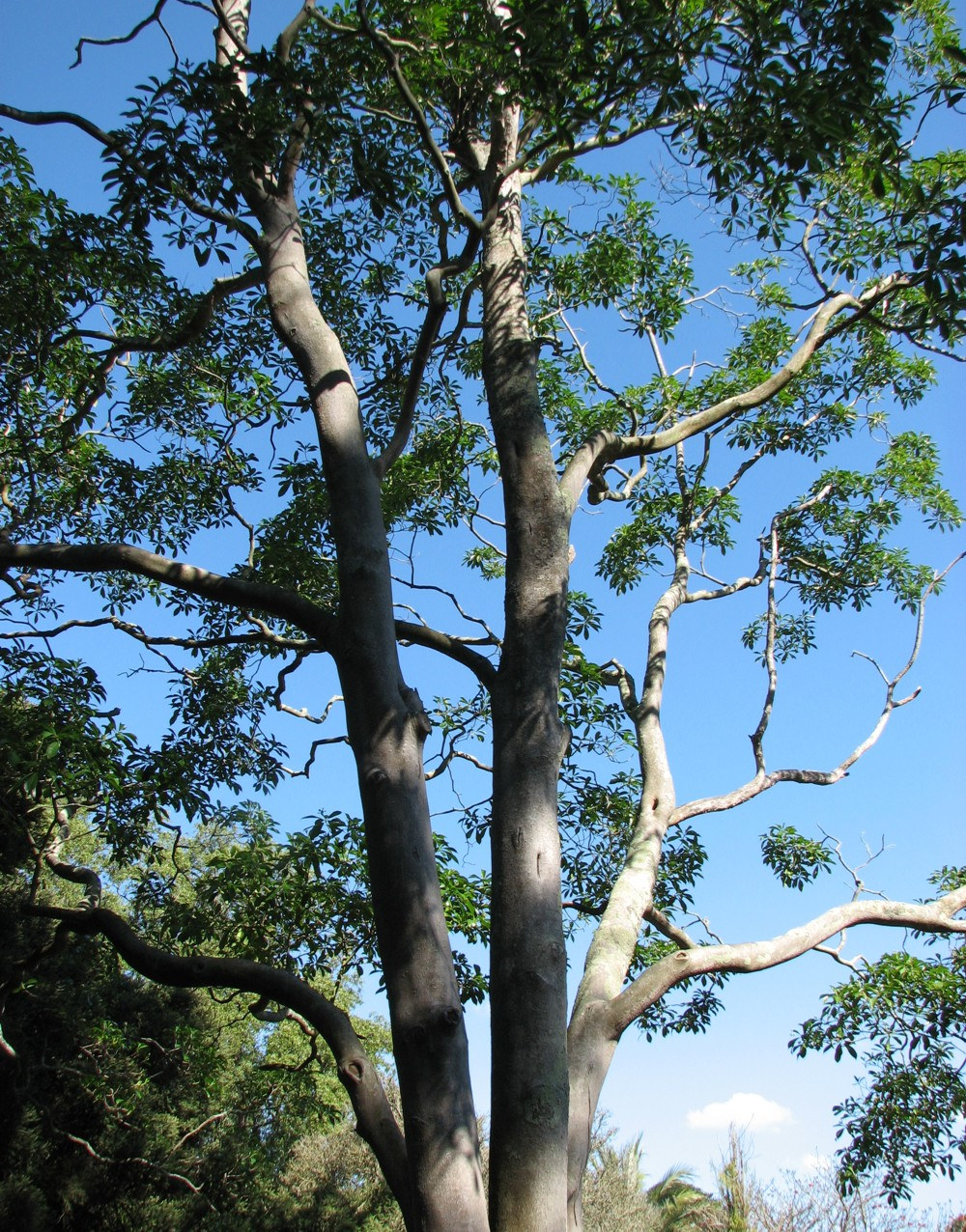
Hymenosporum flavum

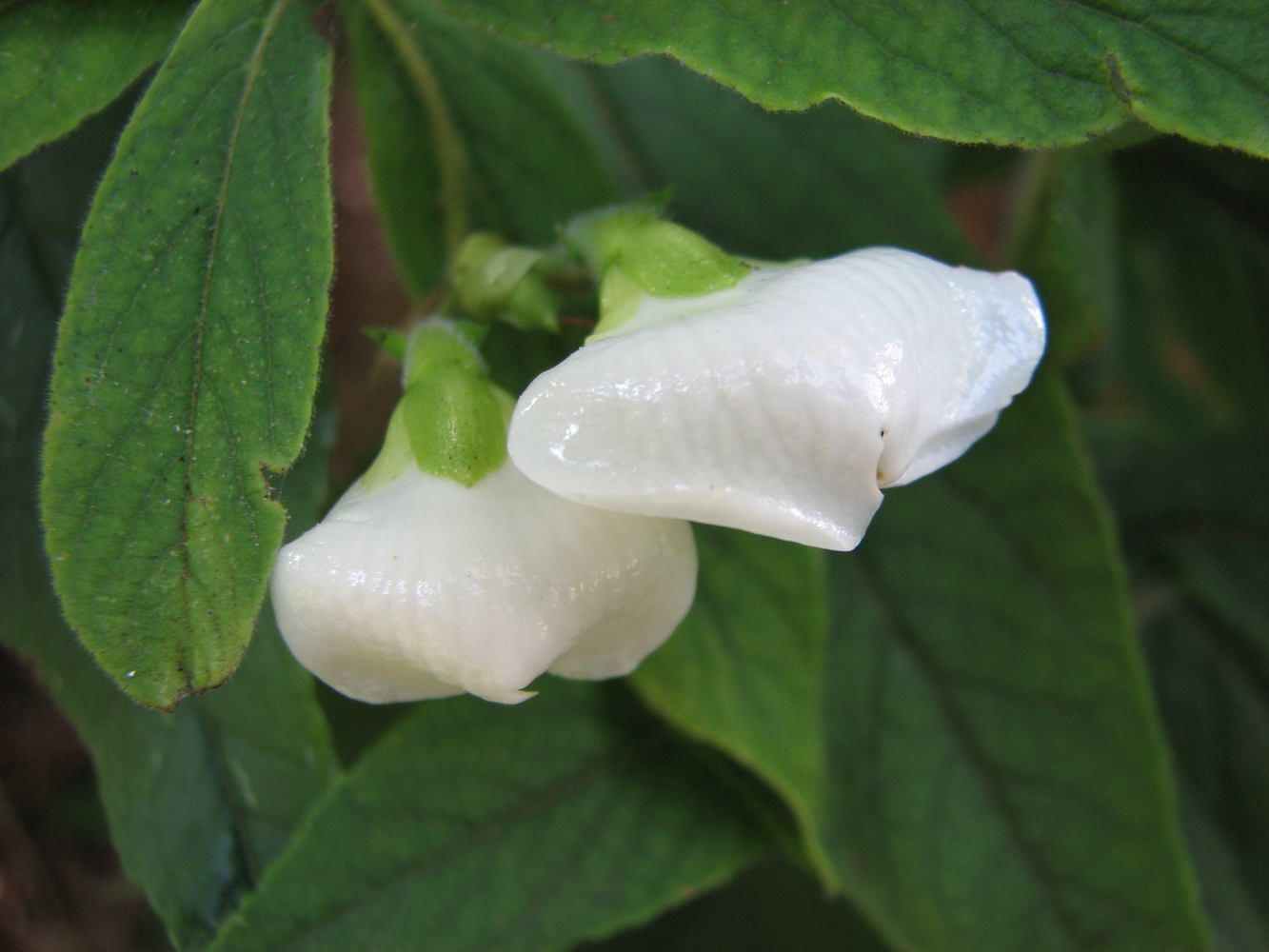
Bowkeria verticillata
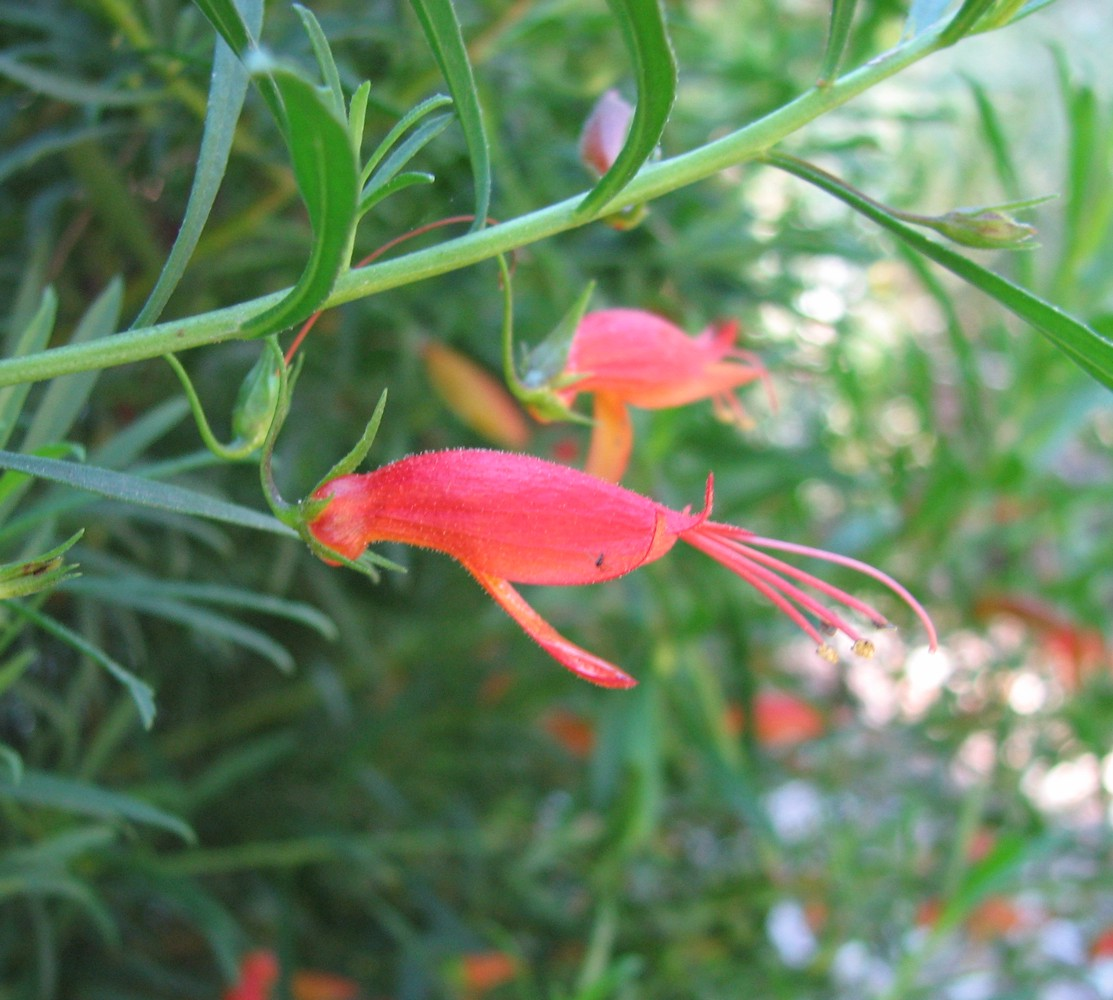
Eremophila decipiens
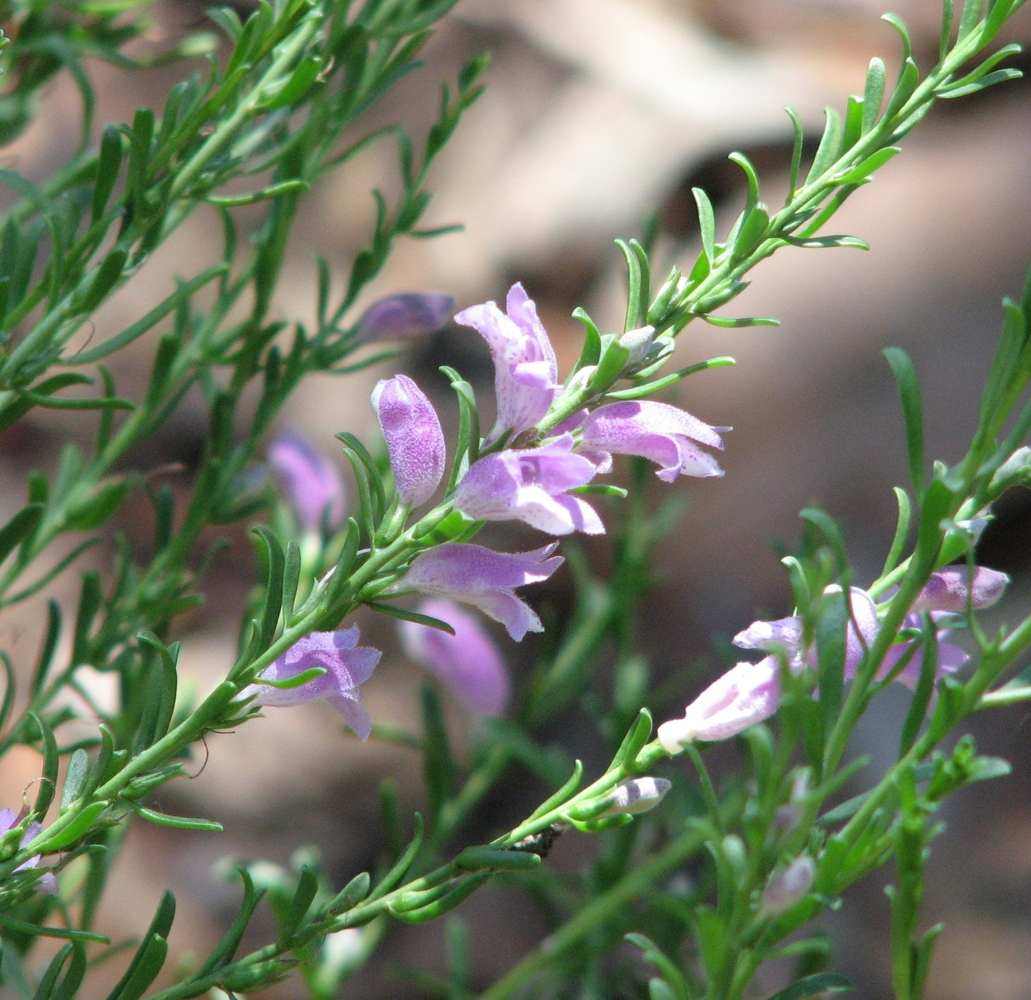
Eremophila laanii
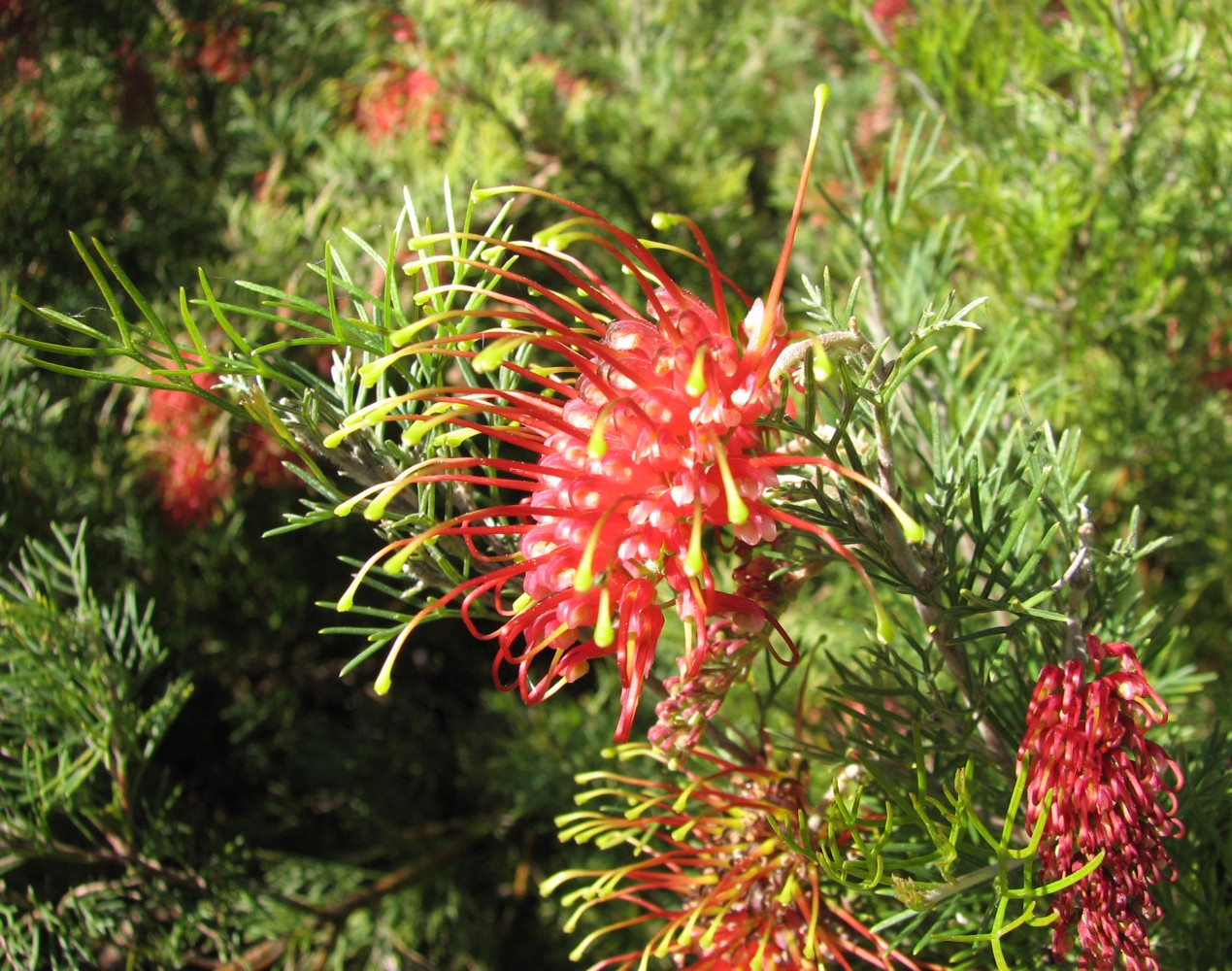
Grevillea thelemanniana
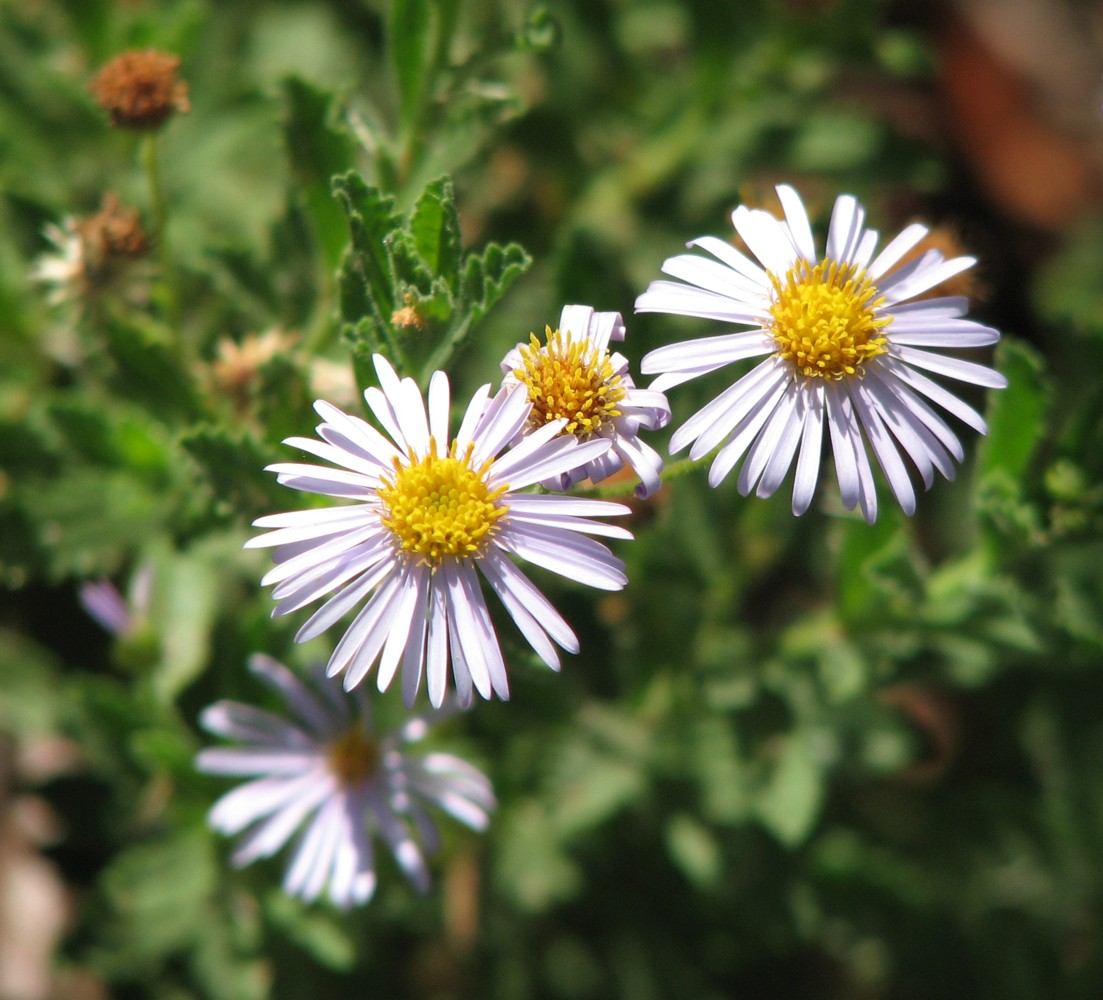
Olearia stuartii
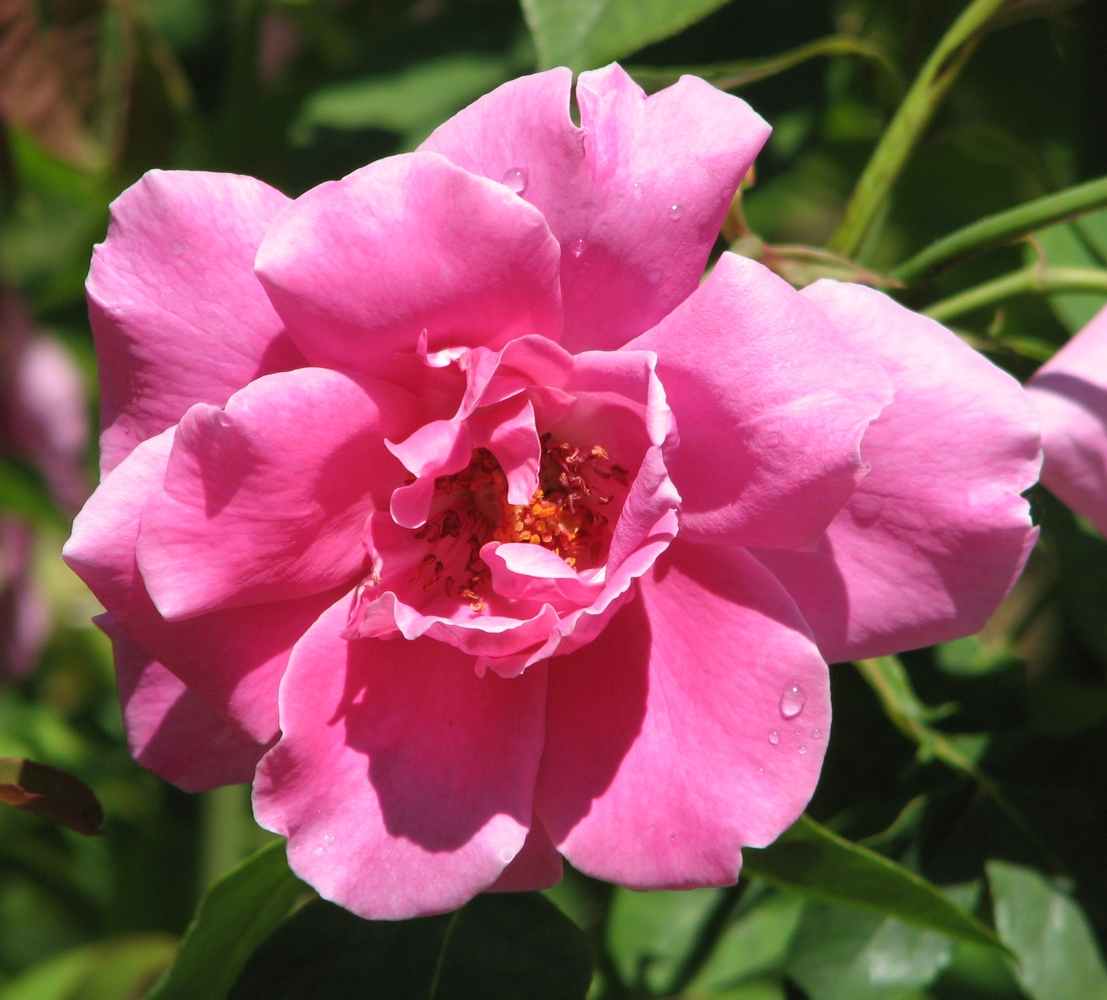
Троянда Mrs Fred Danks